# Niphona micropuncticollis
Niphona micropuncticollis là một loài bọ cánh cứng trong họ Cerambycidae.